# Anne Ludwig
Anne Ludwig (* 1946 in Mainz) ist eine in Speyer lebende Malerin und Buchhändlerin.
Seit 1990 beschäftigt sie sich ständig mit dem Thema Akt in der Freien Künstlergruppe Aktzeichnen. Anne Ludwig besuchte 1993, 1994 und 1995 die Europäische Akademie für Bildende Kunst in Trier.
1994 gründete sie ihr Atelier in Speyer. 
Sie ist Mitglied des BBK und der Künstlergruppe Akzent.

## Gruppenausstellungen (Auswahl)
- 1995 Südwestdeutscher Aquarellpreis, Völklingen
- 1998 Litho-Art, BASF, Ludwigshafen am Rhein
- 1998 Neue Engel braucht das Land, Kulturraum Speyer
- 1999 Akt, Kunstverein Speyer
- 2004 Stiftskirche St. André, Chartres

## Einzelausstellungen
- 2000 Erde-Wasser-Luft, Altstadtgalerie Speyer
- 2002 Museum Heylshof, Worms
- 2003 Farbfelder, Dudenhofen
- 2004 Wasserfarben - Farben des Wassers, Zehnthaus Römerberg
- 2006 Farben Marokkos, Altstadtgalerie Speyer
- 2006 Anne Ludwig - Sechzig
- 2007 Dombilder, Kardinal 2, Speyer

## Quelle
Ausstellungsbroschüre des Vereins Feuerbachhaus Speyer e.V. zur Ausstellung Ocker – Siena – Orientblau